# Stade Universidad Católica
Le stade Universidad Católica (en espagnol : Estadio Universidad Católica) était un stade utilisé pour le football, la boxe, le tennis, l'équitation, entre autres sports. Il était également connu sous le nom de stade Baquedano (en espagnol : Estadio Baquedano) et stade Reina Victoria (en espagnol : Estadio Reina Victoria),. Il était situé dans le secteur de la rue Maestranza, actuellement appelée avenue Portugal, et Marcoleta, rattaché au bâtiment principal de l'Université pontificale catholique du Chili (PUC), à Santiago, au Chili. Inauguré en 1928, il est considéré comme le premier des quatre stades du Club Deportivo Universidad Católica. Il était contemporain du Campos de Sports de Ñuñoa (propriété du club chilien depuis 1927, avec des documents officialisés en 1935), puis vinrent le stade Independencia, inauguré en 1945, et le stade San Carlos de Apoquindo, domicile de l'équipe depuis 1988.

## Histoire

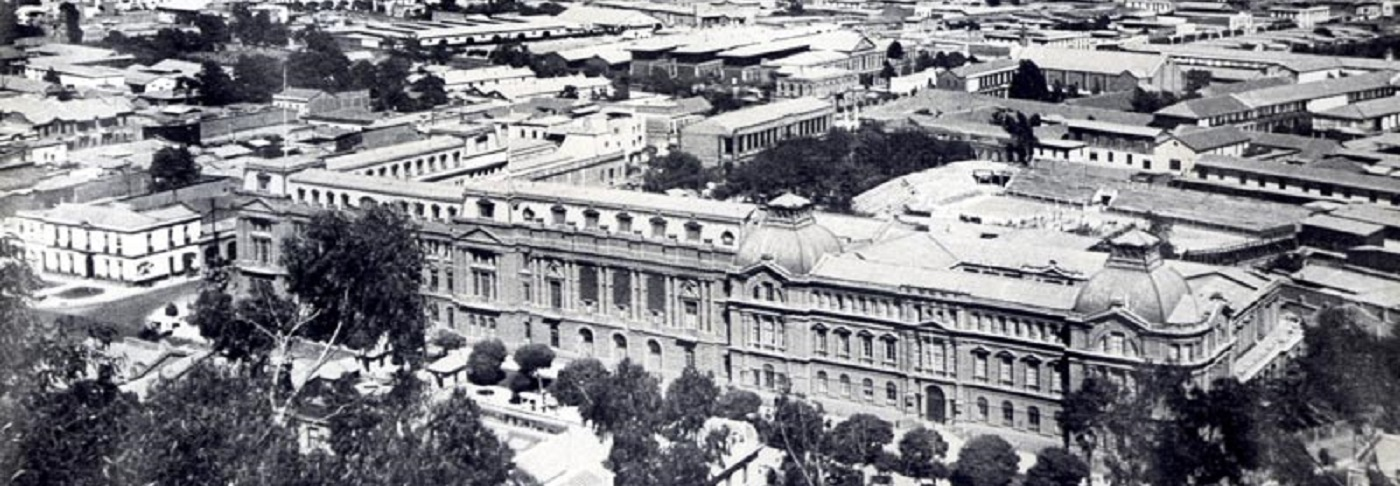
Vue du bâtiment principal de l'PUC en 1934 et du Estadio Universidad Católica construit à l'intérieur.

L'Universidad Católica, club chilien de football et multisports, et l'un des plus importants de son pays, a reconnu sa phase amateur comme faisant partie de son histoire. Des quatre stades qu'ils ont possédés, deux d'entre eux, le stade Universidad Católica en 1928 et le Campos de Sports de Ñuñoa en 1927, qui avaient déjà une longue histoire dans le sport chilien lorsqu'ils sont passés sous leur contrôle, ont fait partie de cette transition vers le professionnalisme.
l'Universidad Católica avait déjà été organisée sous le nom de Universidad Católica Football Club en 1908 et de Centro Deportivo de la Universidad Católica en 1925. L'enthousiasme des étudiants pour le sport grandissait de jour en jour à l'université du même nom, l'alma mater du club sportif.
Le 30 août 1927, l'université et le club sportif, lors de sa première fondation sous le nom de Club Deportivo de la Universidad Católica, un nom très similaire à celui qu'il acquerrait définitivement en 1937 sous le nom de Club Deportivo Universidad Católica, annoncèrent la construction d'un stade et d'un gymnase sur le campus. Finalement, les deux sites furent construits et le stade ouvrit ses portes le 1er décembre 1928.
Entre 1928 et le début des années 1930, le stade fut partagé en concession avec la société Ratinoff y Cía, qui choisit les noms Baquedano et Reina Victoria,
, d'après une marque de cigares, bien qu'il soit plus connu sous le nom de stade Universidad Católica.

## Événements
En plus d'être utilisé pour les entraînements des équipes de football et les matchs interuniversitaires, le stade a également accueilli d'autres événements sportifs. En 1927, un tournoi de tennis a été organisé entre les étudiants en ingénierie de la PUC, dans le cadre de la Journée de l'Universidad Católica, une activité multisports. Deux ans plus tard, en 1929, un championnat de boxe latino-américain a eu lieu dans le stade, dans lequel le Chili a remporté le titre. En 1930, le complexe sportif a accueilli une compétition équestre, ce qui a permis de récolter des fonds pour certains travaux sur le bâtiment principal de l'université.